# Satisfacción del cliente
La satisfacción del cliente es un término que se utiliza con frecuencia en marketing. Es una medida de cómo los productos y servicios suministrados por una empresa cumplen o superan las expectativas del cliente. La satisfacción del cliente se define como "el número de clientes, o el porcentaje del total de clientes, cuyo reporte de sus experiencia con una empresa, sus productos, o sus servicios (índices de calificación) superan los niveles de satisfacción establecida." En una encuesta cerca de 200 gerentes de marketing, el 71 por ciento respondieron que encontraron la métrica de satisfacción del cliente de gran utilidad en la gestión y control de sus negocios.
Según Philip Kotler y Kevin Lane Keller, autores del libro Marketing Management, "satisfacción significa: Sensación de placer o decepción resultante de comparar el rendimiento esperado del producto (o resultado) en relación con las expectativas de la persona" (Kotler, Keller).
Es visto como un indicador clave del desempeño dentro de los negocios y es a menudo parte de un Cuadro de Mando Integral. En un mercado competitivo donde las empresas compiten por los clientes, la satisfacción de los cliente está vista como un diferenciador clave y convirtiéndose cada vez más en un elemento clave de estrategia empresarial.
"Dentro de organizaciones, los índices de satisfacción de los clientes pueden tener efectos de gran alcance. Enfocando a los empleados sobre la importancia del cumplimiento de las expectativas de los clientes. Además, cuándo estos indicadores son decrecientes,  advierten a la empresa sobro los problemas que puede afectar las ventas y la rentabilidad.... Estas métricas cuantifican una dinámica importante. Cuándo una marca tiene clientes leales,  obtiene un Marketing boca-a-boca, el cual es libre y altamente eficaz."
Por tanto,  es esencial para las empresas gestionar eficazmente la satisfacción del consumidor. Para ser capaz de lograr esto, las empresas necesitan medidas fiables y representativos de satisfacción.
"En investigar de la satisfacción, las empresas en general preguntan a sus clientes si su producto o el servicio ha alcanzado o superado las expectativas. Por lo tanto, las expectativas son un factor clave detrás de la satisfacción. Cuando los clientes tienen expectativas altas y la realidad se queda corto, ellos se sentirán decepcionados y es probable califiquen su experiencia por debajo de satisfactorio. Por ejemplo, un hotel de lujo, podría recibir un índice de satisfacción menor o por debajo que el de un motel—incluso aunque sus instalaciones y el servicio sean considerados superiores en términos 'absolutos'."
La importancia de satisfacción de cliente disminuye cuándo una empresa ha aumentado La capacidad de negociación. Por ejemplo, proveedores de plan del teléfono celular, como AT&T y Verizon, participa en una industria oligopólica, donde sólo existen unos cuantos proveedores de un producto o el servicio existen. Como tal, muchos contratos de planes de teléfono celular tienen mucha letras pequeñas previniendo que no se vayan jamás, Por ejemplo, los proveedores de 100 planes de teléfonos celulares, ya que la satisfacción de cliente será demasiado bajo, de tal forma que los clientes podrían fácilmente buscar una mejor oferta.
Existe un cuerpo sustancial de literatura empírica que establece los beneficios de la satisfacción del cliente para las empresas.  Esta literatura es resumida por Mittal y Frennea (2010). Resumen los resultados en términos de comportamiento de los clientes, los resultados financieros inmediatos, tales como las ventas y los ingresos, y los resultados a largo plazo basadas en el mercado de valores.

## Propósito

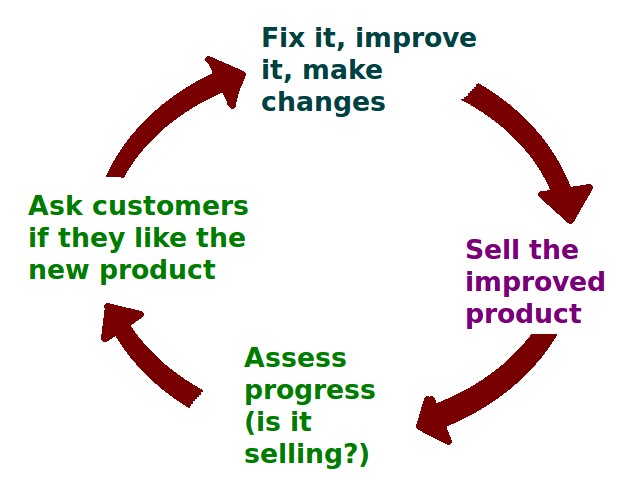
Un negocio ideal está buscando continuamente información para mejorar la satisfacción del cliente.

"La satisfacción del cliente es un indicador que nos proporciona anticipadamente información sobre el comportamiento de compra del consumidor y su lealtad." 
"Los datos de satisfacción del cliente es uno de los indicadores recopilado con mayor frecuencia sobre la percepción del mercado Tiene dos usos principales:"
1. "Dentro de las organizaciones, la recopilación, el análisis y la difusión de estos dato envían un mensaje sobre la importancia de atender a los clientes y garantizar que tengan una experiencia positiva con los bienes y servicios de la compañía."[1]
2. "Si bien las ventas o la cuota de mercado pueden indicar qué tan bueno es el rendimiento o desempeño actual de una empresa, quizás la satisfacción sea el mejor indicador de cuan probable es que los clientes de una empresa hagan compras posteriores de la misma. . Mucha investigación se ha centrado en la relación entre la satisfacción y retención de clientes. Los estudios indican que las ramificaciones de satisfacción son más fuertemente comprendiendo su gran importancia."

La Investigación muestra también que la mayoría de las empresas invierten en medición, control y difusión de información sobre la satisfacción del cliente; de hecho, estos autores encontraron que la investigación la satisfacción del cliente es una de las investigaciones que se realiza con mayor frecuencia dentro del área de marketing de una empresa.
En una escala de cinco puntos, "las personas que califican su nivel de satisfacción como '5' pueden llegar a ser clientes recurrentes e incluso podrían evangelizar para la empresa. (Un segundo indicador importante relacionado con la satisfacción es la voluntad de recomendar. Esta métrica se define como "El porcentaje de clientes encuestados que indican que recomendarían una marca a los amigos." Cuando un cliente está satisfecho con un producto, él o ella podrían recomendar a sus amigos, familiares y colegas. Esto puede ser una ventaja poderosa de marketing.) “Por el contrario, Las personas que califican su nivel de satisfacción como "1", es probable que no vuelvan. Además, pueden dañar a la empresa, haciendo comentarios negativos ante los clientes potenciales.  La disposición a recomendar es una métrica clave relacionado con a la satisfacción del cliente."

## Fundamento teórico
"Los antecedentes bibliográficos sobre la satisfacción eran estudiados desde diferentes aspectos. Estas consideraciones se extienden desde la psicológica hasta la física y de lo sistemático a los aspectos positivos. Sin embargo, en la mayor parte de los casos, la consideración se centra en dos construcciones básicas, las expectativas de los clientes antes de la compra o uso de un producto y su percepción relativa del rendimiento de ese producto después de usarlo.
Las expectativas de un cliente sobre un producto nos indica el comportamiento esperado de este ante ese producto. Como se sugiere en la literatura, los consumidores pueden tener varios "tipos" de expectativas la hora de formar su opiniones sobre el rendimiento esperado de un producto. Por ejemplo, Miller (1977) identifica cuatro tipos de expectativas: ideal, esperado, mínimo tolerable, y deseable. a posteriori, Day (1977),  efectuó una nueva distinción discriminando a las expectativas sobre la base de los siguientes aspectos: la naturaleza del producto o servicio; los costos y beneficios personales obtenidos; los costos y los beneficios sociales. 
Se considera como una construcción importante El rendimiento percibido del producto debido a su capacidad de permitir hacer comparaciones con las expectativas.
Se considera que los clientes juzgan los productos dentro de un conjunto limitado de normas y atributos. Olshavsky y Miller (1972) y Olson y Dover (1976) diseñaron sus investigaciones para manipular el rendimiento actual del producto, y su objetivo era descubrir cómo las calificaciones de desempeño percibidas fueron influenciadas por las expectativas. Estos estudios sacaron a flote la discusión acerca de las diferencias entre las expectativas y el rendimiento percibido."
En algunas investigaciones, los eruditos han podido establecer que la satisfacción del cliente tiene una fuerte emocional (p. ej, el componente afectivo). Mientras otros muestran que los componentes cognitivos y afectivos de la satisfacción del cliente se influyen recíprocamente entre sí a través del tiempo para determinar la satisfacción general.
Especialmente para los bienes duraderos que se consumen con el tiempo, es valioso adoptar una perspectiva dinámica en la satisfacción del cliente. Dentro de una perspectiva dinámica, la satisfacción del cliente puede evolucionar con el tiempo ya que los clientes utilizan repetidamente un producto o interactúan con un servicio. La satisfacción experimentada en cada interacción (satisfacción transaccional) puede influir en la satisfacción acumulada en general. Por lo tanto, Mittal, Kumar y Tsiros (1999) mostró cómo la satisfacción experimentada en un servicio inicial de vehículo y concesionario (por ejemplo, 6 meses) podría afectar en a la satisfacción experimentada posteriormente, por ejemplo, varios meses después. En un estudio posterior, los eruditos mostraron que no sólo es sobre la satisfacción del cliente en general, sino también la lealtad del cliente que evoluciona con el tiempo. Finalmente, la investigación mostró la importancia relativa de los antecedentes de satisfacción, sobre todo los diferentes atributos que afectan la satisfacción del cliente, varía significativamente con el tiempo.

### Modelo De La Disconformidad
"El modelo de la desconformidad se basa en la comparación de los clientes [expectativas] y la calificación [rendimiento percibido]. Específicamente, las expectativas individuales conformadas por el rendimiento esperado del producto. Se espera una respuesta y comportamiento negativo por parte del consumidor cuando un producto tiene un rendimiento menor a lo esperado (expectativa). La refutación es positivo cuando el rendimiento de un producto sobre pasa las expectativas (Churchill & Suprenant 1982). Hay cuatro construcciones para describir el paradigma de la desconformidad tradicional mencionado como la expectativa, el rendimiento, la desconformidad y la satisfacción" 
"La satisfacción es considerado como el resultado de la compra y utilización, resultando así de la comparación de las expectativas del consumidor y los costos incurridos en la compra del producto en relación con las consecuencias previstas. En el funcionamiento, la satisfacción es de algún modo similar a la actitud, ya que puede ser evaluada como la suma de satisfacciones con algunas características del producto ." 
"En la literatura, también se desarrollan modelos cognitivos y afectivos de la satisfacción y consideradas como alternativas (Pfaff, 1977). Churchill y Suprenant en 1982, evaluó varios estudios en la literatura y formaron una visión general de proceso La discrepancia en la siguiente figura:"

## Relaciones No Lineal y Asimétrica en La Satisfacción
Desde 1990 un amplio cuerpo de investigación ha demostrado que muchas de las relaciones de satisfacción de los clientes con sus antecedentes y las consecuencias son asimétricos y no lineal. La base para esta investigación radica en La idea principal que las personas son generalmente más sensibles a la información negativa que a la información positiva, y que las pérdidas son mayores a las ganancias. Por lo tanto, los acontecimientos negativos no sólo son más sobresaliente para los clientes, sino que también tienen un impacto desproporcionadamente mayor en el proceso de formación de juicio sobre la satisfacción, y en consiguientes intenciones de consumo y comportamientos. Gran parte de esta investigación se resume en un documento premiado de los profesores Eugene Anderson y Vikas Mittal. Los hallazgos generales, que se resumen en el presente documento:
- Desempeño negativo en un atributo tiene mayor impacto en la satisfacción general a diferencia del desempeño positivo. Por lo tanto, el impacto nocivo de las expectativas insatisfechas es proporcionalmente más fuerte que el efecto beneficioso de superar las expectativas por la misma cantidad. Este hallazgo ha sido ampliamente confirmado por diferentes industrias y tipos de clientes.
- La asociación entre satisfacción e insatisfacción así como los comportamientos son no lineales.

## Construcción
Las organizaciones necesitan retener a los clientes existentes al mismo tiempo debe la captar más clientes. La medición de satisfacción de los clientes proporciona un indicador del grado de éxito que tiene la organización en brindar productos y / o servicios en el mercado.
"La satisfacción del cliente se mide en el nivel individual, pero casi siempre se reporta a nivel agregado. Puede ser y a menudo es, la medida a lo largo de varias dimensiones. Por ejemplo, un hotel, podría pedir a sus clientes que califiquen su experiencia con la recepción y el servicio de check-in, con las comodidades de la habitación, con los restaurantes, etcétera. Además, en un sentido holístico, el hotel podría preguntar acerca de la satisfacción general 'con su estadía."
Conforme la investigación sobre experiencias de consumo crece, la evidencia sugiere que los consumidores compran bienes y servicios para una combinación de dos tipos de beneficios: hedónicos y utilitarias. Beneficios hedónicos están asociados con los atributos sensoriales y experimentales del producto. Ventajas utilitarias de un producto están asociados con los atributos más instrumentales y funcionales del producto (Batra y Athola 1990).
La satisfacción del cliente es un concepto ambiguo y abstracto y la manifestación real del estado de satisfacción varía de persona a persona y de producto / servicio a producto / servicio. El estado de satisfacción depende de una serie de ambas variables psicológicas y físicas que se correlacionan con los comportamientos de satisfacción como la tasa de retorno y velocidad al que lo recomiendan. El nivel de satisfacción también puede variar en función de otras parámetros que el cliente pueda tener y otros productos los cual el cliente puede comparar con los productos de la organización.
El trabajo realizado por Parasuraman, Zeithaml y Berry (Leonard L) [18] entre 1985 y 1988 proporciona la base para la medición de la satisfacción del cliente con un servicio mediante el uso de la brecha entre las expectativas del cliente y grado de satisfacción. Esto proporciona el medidor con una "brecha" la satisfacción que es objetiva y cuantitativa en la naturaleza. Trabajo realizado por Cronin y Taylor propone la teoría "confirmación/desconfirmación" de combinar la "brecha" descrita por Zeithaml, Parasuraman y Berry como dos medidas diferentes (percepción y expectativas de rendimiento) en una sola medición de rendimiento según la expectativa.
Las medidas habituales de satisfacción de cliente implican una encuesta que utiliza una Escala Likert. Se pide al cliente evaluar cada enunciado en cuanto a sus percepciones y expectativas sobre el desempeño de la organización que se está siendo midiendo y evaluado.
Las medidas de buena calidad necesitan tener cargas de alta satisfacción, buena confiabilidad y varianzas de error baja. En un estudio empírico que compara la satisfacción es una medida utilizada generalmente esté encontró que dos multi-elemento en la balanza diferencial semántica actuó más a través de ambos hedonic y utilitarian contextos de consumo del servicio. Un estudio realizado por Wirtz & Lee (2003), encontrando seis-elemento 7-puntos diferenciales semánticas (por ejemplo, Oliver y Cisne 1983), donde los seis-artículo y 7-puntos semánticos diferenciales, realizan sistemáticamente un mejor rendimiento través de un servicio hedónico y utilitarian. Es altamente cargado en la satisfacción, tuvo la más alta fiabilidad del artículo, y tuvo en gran medida la menor varianza del error a través de ambos estudios . En el estudio, los seis artículos pidió la evaluación de los encuestados de su más reciente experiencia con los servicios de cajeros automáticos y el restaurante helado, a lo largo de siete puntos dentro de estos seis elementos: "me agradó que me desagradó", "contento con que disgustado con" , "muy satisfecho con que muy insatisfecho con", "hizo un buen trabajo para que yo hice un mal trabajo para mí", "buena elección a la mala elección" y "contento con al descontento con". Un diferencial semántico (4 artículos) escala (p. ej., Eroglu y Machleit 1990), que es una de cuatro ítems de 7 puntos escala bipolar, fue el segundo mejor medida de realizar, que también era coherente en ambos contextos. En el estudio, se les pidió a los encuestados evaluar su experiencia con ambos productos, a lo largo de los siete puntos dentro de estos cuatro elementos: “satisfecho a descontento”, “favorable a desfavorable”, “agradable a desagradable” y “me gusta mucho a no me gustó en lo absoluto”. El tercer mejor escala fue medida de porcentaje de elementos únicos, una escala bipolar uno-artículo 7 puntos (por ejemplo, Westbrook 1980). Nuevamente, los encuestados se les pidió evaluar su experiencia en servicios de ATM y restaurantes de helado, a lo largo de siete puntos dentro de "Encantado a terrible”.
Finalmente, todas las medidas capturan ambos aspectos tanto afectivos como cognitivos de satisfacción, independiente de sus anclas de escala. Las medidas afectivas capturan la actitud de un consumidor (gustando/desagradando) hacia un producto, los cuales pueden resultar de cualquier información de producto o experiencia. Por otro lado, el elemento cognitivo se define como una evaluación o conclusión sobre cómo el funcionamiento del producto en comparación con las expectativas (o excedidas o cayó de expectativas), fue útil (o no útiles), adaptarse a la situación (o no encajaba), excede los requisitos de la situación (o no excediera)
La búsqueda reciente muestra que en aplicaciones más comerciales, como las empresas que conducen encuestas de cliente, un solos-elemento escala de satisfacción global actuando tan bien como multi-escala de elemento. Especialmente en estudios de escalas más grande donde las necesidades del investigador para reunir dato de un número grande de clientes, una escala de elemento solo puede ser preferida porque pueda reducir el error de las encuestas totales. Así,  hay una tendencia creciente para utilizar unos elementos solo para medir satisfacción global.

## Metodologías
Índice de Satisfacción de Cliente americano (ACSI) es un estándar científico de satisfacción de cliente. La investigación académica ha demostrado que la ACSI es un fuerte predictor del crecimiento del producto interno bruto (PIB), incluso un fuerte predictor del crecimiento del gasto de consumo personal (PCE). A nivel microeconomico, estudios académicos han demostrado que ACSI los datos se relaciona con el desempeño financiero de una empresa en términos de retorno de la inversión (ROI), las ventas, el valor a largo plazo firme (q de Tobin), flujo de caja, volatilidad de flujo del dinero en efectivo, rendimiento del capital humano, regresos de carpeta, financiación de deuda, riesgo, y el consumidor que gasta. Aumentando ACSI las puntuaciones ha sido mostradas para pronosticar lealtad, palabra-de-recomendaciones de boca, y comportamiento de compra.  El ACSI satisfacción de cliente de las medidas anualmente para más de 200 compañías en 43 industrias y 10 sectores económicos. Además de informes trimestrales, el ACSI la metodología puede ser aplicada a compañías de sector privado y agencias de gobierno para mejorar lealtad y compra intent. ASCI Las puntuaciones también han sido calculadas por investigadores independientes, por ejemplo, para el sector de teléfonos celulares, educación más alta, y correo electrónico.
El Kano el modelo es una teoría de desarrollo de producto y satisfacción de cliente desarrollada en el @1980s por Profesor Noriaki Kano aquello clasifica preferencias de cliente a cinco categorías: Atractivo, Unidimensional, Mosto-Ser, Indiferente, Revés.  El Kano ofertas de modelo alguna idea al producto atribuye cuáles están percibidos para ser importantes a clientes.
SERVQUAL O RATER es un servicio-marco de calidad aquello ha sido incorporado a cliente-encuestas de satisfacción (p. ej., la Satisfacción de Cliente noruega revisada Barómetro) para indicar el vacío entre expectativas de cliente y experiencia.
J.D. Power y Asocia proporciona otra medida de satisfacción de cliente, sabido para su aproximación de cajas superiores y automotive industria rankings. J.D. Power y Asocia' búsqueda de marketing consiste principalmente de encuestas de consumidor y es públicamente sabido para el valor de sus premios de producto.
Otra búsqueda y consultando las empresas tienen soluciones de satisfacción del cliente también. Estos incluyen Un.T. Kearney proceso de Auditoría de Satisfacción de Cliente, el cual incorpora las Etapas de marco de Excelencia y qué ayudas definen el estado de una compañía en contra ocho critically identificó dimensiones.
Para B2B encuestas de satisfacción del cliente, donde hay una base de cliente pequeña, un índice de respuesta alto a la encuesta es deseable. El Índice de Satisfacción de Cliente americano (2012) encontró que índices de respuesta para papel-basó las encuestas eran alrededor 10% y los índices de respuesta para e-encuestas (web, wap y correo electrónico) era averaging entre 5% y 15% - cuáles solo pueden proporcionar una encuesta de paja de los clientes' opiniones.
En los estados de miembro de Unión europeos, muchos métodos para medir impacto y satisfacción de e-servicios de gobierno son en uso, el cual el eGovMoNet el proyecto buscó para comparar y armonizar.
Estas metodologías de satisfacción del cliente no han sido independientemente auditados por el Tablero de Estándares de Imputabilidad de Marketing (MASB) según MMAP (Marketing Protocolo de Auditoría Métrica).

## Métodos para medir la satisfacción del cliente
- Estudio de mercado. Se basa en analizar la satisfacción del cliente, averiguando si el producto es de interés, así como el precio que están dispuestos a pagar por el producto o servicio. 
- Encuestas de satisfacción al cliente. Se envían encuestas a todos los clientes y se analizan los resultados. A través de él se obtiene información interesante. Es necesario considerar que las encuestas se clasifican en: segmentación de clientes, segmentación por departamentos, encuestas genéricas, encuestas telefónicas, entre otras. 
- Estudio de la competencia. Se basa en mirar las páginas, publicidad, redes sociales, entre otras fuentes de publicidad de las empresas que ofertan un servicio o producto similar al que se desea promover, se realiza un seguimiento continuo realizando comparaciones de precios, productos, ofertas, etc. 
- Estudio de reclamaciones. Se realiza un registro de todas las reclamaciones de los clientes, y se clasifica por errores, así como del área responsable de la equivocación. 
- Sugerencias de clientes y proveedores. Consiste en centralizar la información en un fichero del servidor informático al que tenga acceso toda la empresa para realizar los comentarios y sugerencias del servicio, y se asigna una persona como responsable de consultar el fichero mensualmente.